# ЯМЗ-530
ЯМЗ-530 — сімейство рядних 4-х і 6-циліндрових дизельних двигунів виробництва ВАТ «Автодизель» (Ярославський моторний завод), що входить до складу «Групи ГАЗ». Спільна розробка з австрійською інженерною компанією AVL List GmbH. Двигуни відповідають вимогам Євро-4.

## Історія
Розробка, виготовлення та випробування дослідних зразків йшли в 1995–2002 і 2005–2008 роках. До 2009 року була проведена дослідна партія двигунів для проведення стендових і дорожніх випробувань і велося будівництво заводу. Запуск заводу з виробництва дизелів в Заволзький частини Ярославля відбувся 23 листопада 2011 Передбачається, що до 2014 року ЯМЗ буде збирати 25 тисяч двигунів на рік, а після збільшить обсяги в два рази.
У березні 2010 року Інститут Адама Сміта нагородив ярославський моторний завод «Автодизель» премією в номінації «Найкраща інновація / технологічний прорив» за здійснення проекту з розробки сімейства двигунів ЯМЗ-530.

### Серійне виробництво
У 2012 році почалося серійне виробництво автобусів ПАЗ і ЛіАЗ з двигунами нового сімейства ЯМЗ-530. Шестициліндрові двигуни ЯМЗ-536 встановлюються на моделі ЛіАЗ-5256, включаючи міську, приміську і міжміський версії, а також на ЛіАЗ-5293. Павловський автобусний завод встановлює чотирициліндрові двигуни ЯМЗ-534 з діапазоном потужності 150–170 к.с. на автобуси сімейств ПАЗ-3205 і ПАЗ-3204.
У 2014 році на виставці «Газ на транспорті» GasSuf був представлений автомобіль «ГАЗон-Next CNG» з новим газовим двигуном ЯМЗ-534 CNG, розробленим спільно з канадською компанією Westport.
У 2013–2014 роках на Мінському автомобільному заводі виробили і реалізували понад 7 тисяч одиниць техніки з двигунами ЯМЗ-536.

### Характеристики
| Параметр                              | ЯМЗ-534            | ЯМЗ-536            |
| ------------------------------------- | ------------------ | ------------------ |
| Кількість і розміщення циліндрів      | L4                 | L6                 |
| Робочий об'єм двигуна, л              | 4,43               | 6,65               |
| Максимальна потужність, кВт (к.с.)    | 100–140 (136–190)  | 180–230 (240–312)  |
| Номінальна частота обертання, об./хв. | 2300               | 2300               |
| Маса, кг                              | 460–480            | 620–640            |
| Екологічні показники                  | Євро-4 (EGR + POC) | Євро-4 (EGR + POC) |

## Використання
- ГАЗ-3308
- ГАЗон-Next
- КрАЗ-5401
- ПАЗ-3204
- Урал-Next
- Урал-4320
- Тайфун (сімейство бронеавтомобілів)